# Monobaze (dynastie)
Pour les articles homonymes, voir Monobaze.
 (juin 2012).
Monobaze (Monbaz dans le Talmud) est le nom d'une dynastie qui régna sur l'Adiabène au Ier siècle. Elle débute vers l'an 15 et se termine peut-être en 71 mais des descendants d'un roi Izatès d'Adiabène sont donnés comme régnant à Édesse jusqu'en 167. Elle est surtout connue parce que ses souverains se sont convertis au judaïsme, se faisant construire des palais en Judée et en Galilée. À Jérusalem, ils possédaient au moins deux palais, ainsi qu'un tombeau qui semble avoir été très célèbre dans la littérature des premiers siècles.
La dynastie des Monobaze s'est même engagée aux côtés des révoltés juifs allant jusqu'à participer à la révolte juive en Judée contre l'Empire romain en 66–70. Plusieurs rois d'Osroène sont toutefois mentionnés par la suite comme descendants d'un roi Izatès d'Adiabène. C'est ainsi le cas d'Abgar VII d'Édesse, de Ma'Nu VII et de son fils Ma'Nu VIII Bar Ma'Nu.

## Histoire de la dynastie

### Le territoire de l'Adiabène sous les Monobaze
Avec Izatès Ier ou son successeur Monobaze Ier, l'Adiabène passe sous la domination d'une dynastie héréditaire appelée « Monobaze » tant dans le Talmud (Monbaz) et d'autres textes de la tradition juive, que par Flavius Josèphe. Le royaume d'Adiabène, avec Arbèles pour capitale, s'étend sur l'ancien territoire de l'Assyrie.
Sous Monobaze Ier, la région de la rivière Khabour (Chaboras) qui dépendait de l'Osroène à l'époque de Tigrane II, tout comme la région de la ville de Carrhes (encore dépendante de l'Osroène à l'époque de la bataille de Carrhes (-53)), appartiennent ou sont vassales de l'Adiabène. Plusieurs autres territoires qui appartenaient à l'Osroène à l'époque de Pompée étaient aussi passés sous le contrôle du royaume d'Adiabène. C'est le cas de Singara, mais aussi de la région de la rivière Khabour (Chaboras) qui dépendaient de l'Osroène à l'époque de Tigrane II d'Arménie. Ce mouvement de territoires de l'Osroène vers l'Adiabène est encore renforcé par le don de Nisibe par Artaban III en 36. Par ailleurs la Corduène avait été rattachée à l'Adiabène après l'invasion de l'Arménie par Pompée, en -63. À cette époque, les rois d'Adiabène ont peut-être aussi contrôlé Hatra. Tacite mentionne qu'un roi d'Adiabène a eu sa statue dans un des temples d'Hatra.

### Conversion au judaïsme
Après la mort de Monobaze Ier, une de ses femmes, Hélène d'Adiabène et un de ses fils qu'il a choisi pour lui succéder, Izatès II, se convertissent au judaïsme. Izatès se fait même circoncire. Tous ses autres frères se convertissent eux aussi presque simultanément, ainsi semble-t-il que leurs proches.
Vers 36, le roi parthe Artaban III fait cadeau de Nisibe (et du territoire de Mygdonie environnant) à Izatès II qui, par son autorité, lui a permis de retrouver son trône, alors que sa noblesse avait mis en place un autre roi pour le remplacer,.

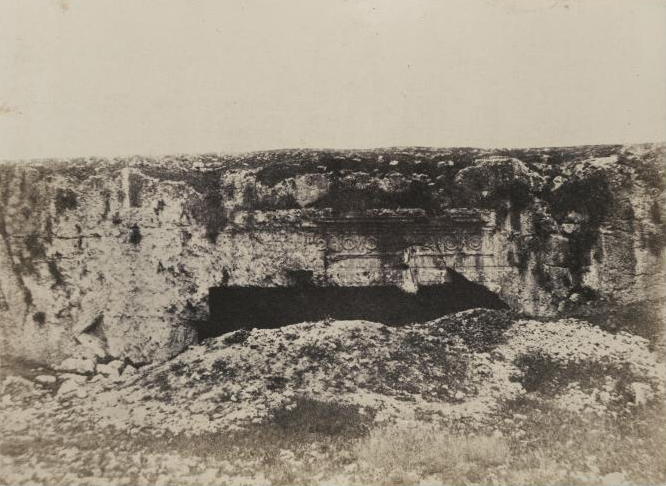
Entrée ouest du tombeau des Rois. XIXe siècle

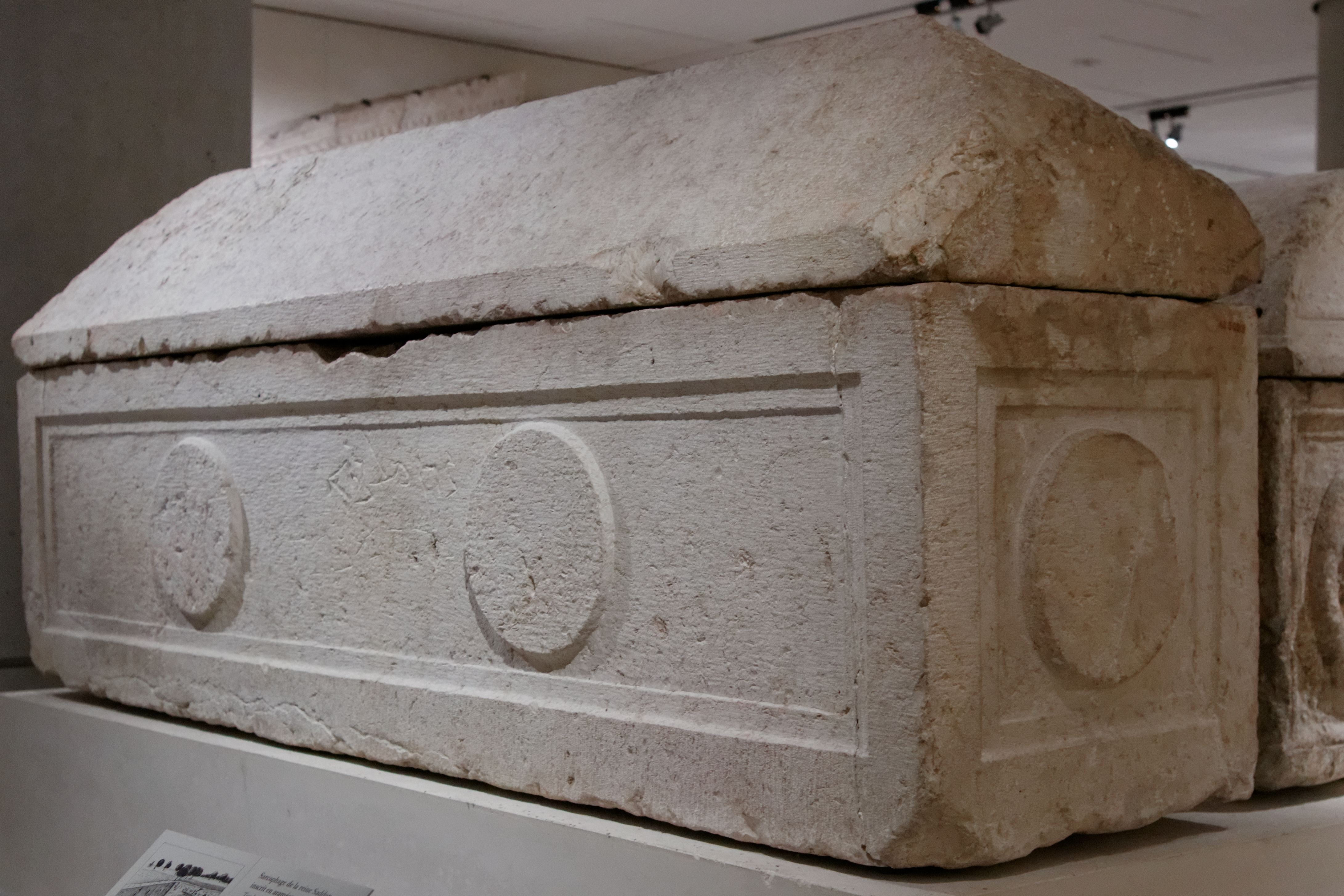
Le sarcophage d'Hélène d'Adiabène.

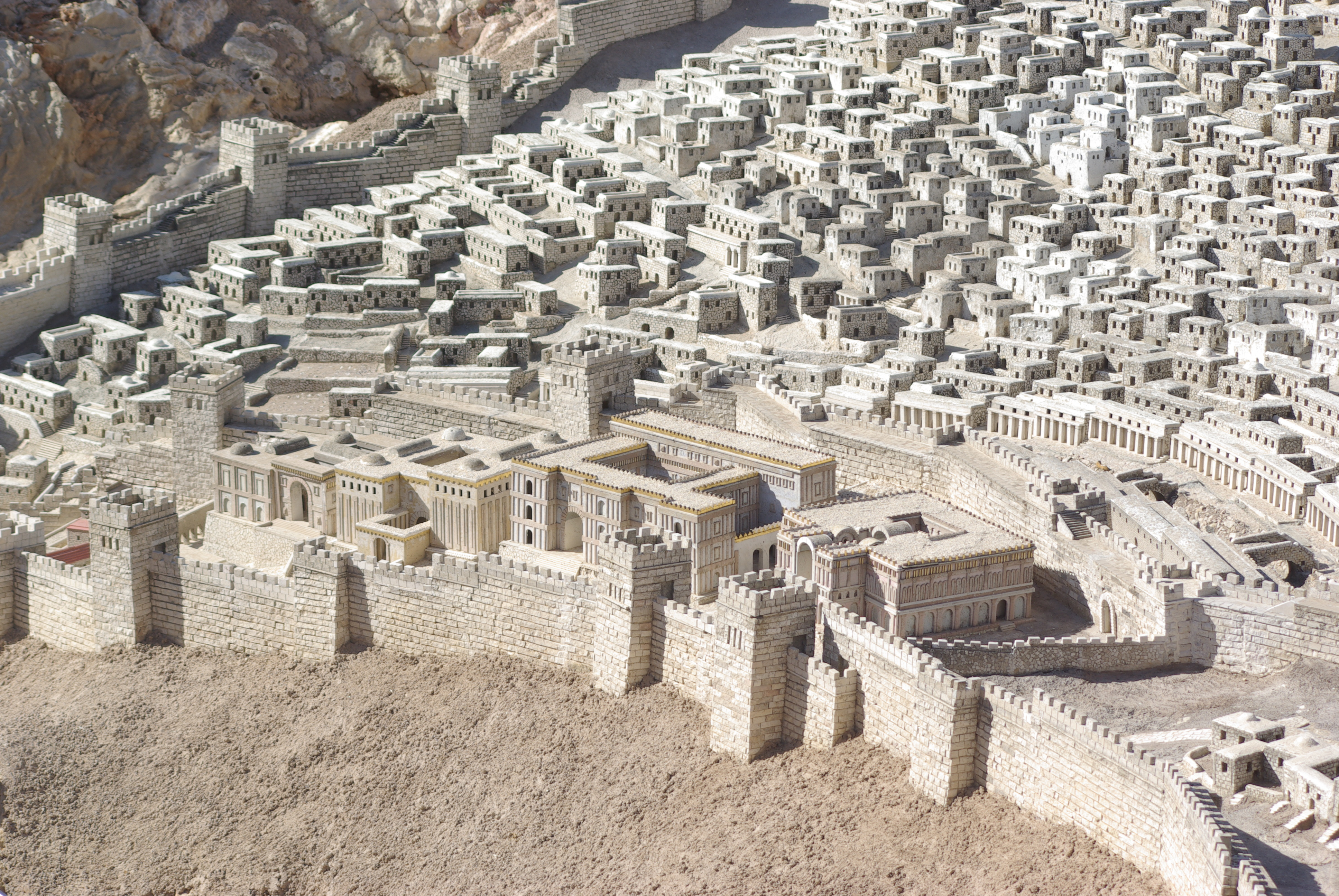
Reconstitution du palais d'Hélène d'Adiabène à Jérusalem.

Après sa conversion au judaïsme, la reine Hélène d'Adiabène s’installa à Jérusalem et fit construire un palais pour elle et ses sept fils (en particulier Izatès II et Monobaze II) dans la partie nord de la colline de l'Ophel,. Son fils Monobaze II se fit lui aussi construire un palais non loin de celui de sa mère,. Un troisième palais situé dans le quartier de l’Ophel, appartenait à la princesse Grapté qui selon Heinrich Graetz aurait été la petite-fille de la reine Hélène.
Hélène et ses fils se sont aussi fait construire un tombeau monumental à Jérusalem qui était célèbre dans les premiers siècles de notre ère, avant d'être oublié puis redécouvert au XIXe siècle,.

### L'Adiabène redevient vassale de l'Arménie
Des sources juives et arméniennes ainsi que Plutarque racontent que vers 59, Monobaze II a envoyé un contingent de soldats en Arménie pour soutenir le candidat des Parthes, Tiridate, contre Tigrane VI, qui venait de faire une incursion dans le territoire de l'Adiabène. Les troupes de Monobaze ont cependant été repoussées lors de la bataille de Tigranocerte,. Cette intervention de Tigrane contre Monobaze II servit toutefois de prétexte au roi des Parthes, Vologèse Ier, pour intervenir et rétablir sur le trône son frère Tiridate.
Monobaze était aussi présent lorsque la paix a été conclue à Rhandeia entre les Parthes et l'Empire romain en l'an 63,. Ce traité accordait que l'Arsacide Tiridate resterait sur le trône arménien, mais comme client des Romains. La vassalité de l'Adiabène au royaume d'Arménie était réaffirmée.

### Les Monobaze aux côtés des révoltés juifs
Selon le Talmud, Hélène d'Adiabène et Monbaz donnèrent des fonds importants pour le Temple. Cette référence à Monbaz est parfois considérée comme désignant non pas le monarque mais la dynastie et donc les deux souverains et leurs enfants. Il pourrait à la fois désigner la dynastie et le fils aîné d'Hélène appelé Monobaze (Monbaz en hébreu), celui qui a assuré la régence en attendant le retour de son frère Izatès II et qui lui succède ultérieurement. Lors d'une famine à Jérusalem, Heleni envoya des navires pour chercher du blé ou d'autres céréales à Alexandrie et chercher des figues sèches à Chypre, et les fit distribuer aux victimes de la famine.
Lors de la révolte juive contre Rome et la première Guerre judéo-romaine (66–70), seule l’Adiabène envoya des provisions, des troupes et des généraux pour soutenir les insurgés. Il est probable que Monobaze II participa lui-même aux opérations militaires, ainsi que plusieurs autres membres de la famille.

### Disparition
Après la défaite juive de 70, l'Adiabène disparait de l'histoire. Néanmoins, vers 110, le roi parthe Pacorus II, vend  le royaume client d'Osroène à Abgar VII, dont il est signalé qu'il est le fils d'Izatès, roi d'Adiabène. Ma'Nu VII est lui aussi mentionné comme fils d'Izatès d'Adiabène et frère d'Abgar VII.

## Le tombeau des Rois

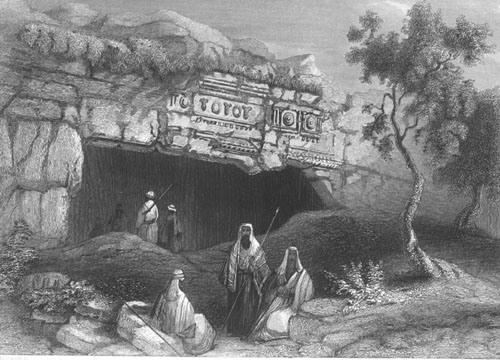
Entrée ouest du tombeau des Rois. XIXe siècle

Le Tombeau des Rois caractérise un territoire qui contient un ensemble de tombes monumentales taillées dans le roc, situé à Jérusalem (rue Saladin), 820 m au nord des murs de la Vieille ville.
La grande taille du site a conduit à la croyance erronée que les tombes avaient été autrefois le lieu de sépulture des rois de Juda, d'où le nom de Tombeau des Rois, mais les tombes sont maintenant connues pour être le tombeau de la reine Hélène d'Adiabène. Ce monument imposant présente un mausolée monolithe comprenant un escalier monumental, une cour immense, un vestibule et des salles hypogées renfermant trente et une tombes.

## Les souverains de la dynastie Monobaze d'Adiabène
1. Izatès Ier (v. 15 apr. J.-C.) ;
2. Bazeus Monobaze Ier (20 ?–30 ?), Ma'Nu Bazeus ;
3. Hélène d'Adiabène (Tzada Machalta, reine Tzada) (v. 30–58) ;
4. Izatès II bar Monobaze (v. 34–58) ;
  - (arsacide), Vologèse Ier (le roi parthe opposé à Izatès II, jusqu'à sa défaite) (v. 51) ;
5. Monobaze II bar Monobaze (58 – vers 70) Ma'Nu Bazeus, probablement Ma'Nu VI d'Osroène ;
6. Izatès III ? (v. 70 ?) ;
7. Inconnu ? (v. 71 - 90) (peut être Abgar VI Bar Ma'Nu (roi d'Osroène de 71 - v. 90)) ;
  - (arsacide) Sanatruk (91 - 109), (roi arsacide d'Osroène, d'Adiabène et d'Arménie aussi appelé Xosroes) ;
8. Abgar VII Bar Izatès (109 - 116), roi d'Adiabène et d'Osroène ;
  - Meharaspes (116) ;
  - Inter-règne romain (116 - 117) Province d'Assyrie;
  - Parthamaspatès, co-roi (118 - 123), vassal de Rome ;
  - (arsacide), Yalur, co-roi (118 - 122), vassal des Parthes ;
9. Ma'Nu VII Bar Izatès (123 - 139), roi d'Adiabène et d'Osroène ;
10. Ma'Nu VIII Bar Ma'Nu (139 - 163, puis 165 - 167), roi d'Adiabène et d'Osroène ;